# Leland Sklar
Leland Bruce "Lee" Sklar, född 28 maj 1947 i Milwaukee, Wisconsin, USA, är en amerikansk basist som har bidragit till över 2 000 album. Han har bland annat samarbetat med olika artister och grupper såsom Phil Collins, Py Bäckman, Michael Jackson, The Doors, Julio Iglesias, Mike Oldfield, Toto, Rod Stewart, Angelique Kidjo, David Crosby och Robbie Williams, Billy Cobham. Han har även spelat in film- och tvmusik.